# 어청도항
어청도항(於靑島港)은 전북특별자치도 군산시 옥도면 어청도리, 어청도 섬에 있는 어항이다. 1971년 12월 21일 국가어항으로 지정되었으며, 관리청은 해양수산부 서해어업관리단, 시설관리자는 군산시장이다.

## 연혁
- 옥도면은 18개의 유인도와 50개의 무인도로 이루어져 있다. 어청도에 언제부터 주민이 정착하였는지는 알 수 없으나 고대중국의 초나라 초패왕 항우가 한의 고조에게 패하자 항우의 부장 전횡이 종신 500인과 어청도에 망명하여 이곳에서 입절 자살하였다는 전설이 내려오고 있으며 그 후 전횡당을 건립하여 제사를 지내오고 있다.
- 어청도항은 여객선의 기항지이자 서해 중부지역의 어업전진기지 역할을 하고 있는 항으로 1990년 기본조사를 실시하면서 서방파제 공사를 착수했으며 1996년 동방파제 공사를 착수하고 1998년 서방파제를 준공했다.[1]

서해중부지역의 어업 전진기지 역할을 담당하고 있다. 안산, 검산봉, 돗대봉이 병풍처럼 포구를 감싸고 있는 천혜의 항구이며 조위관측소가 위치하여 바닷물의 높이, 수온, 염분, 바람, 기온 등을 자동으로 측정해 조석예보와 항해안전, 해양레저활동에 활용하고 있다.

## 어항구역
본 항의 어항구역은 다음과 같다.
- 수역: 어청도리 남단 돌출부에서 동측 대안 돌출부를 연결한 선을 따라 형성된 공유수면[2]
- 육역: 전라북도 군산시 옥도면 어청도리382-1 외 7필지 (상세내역은 생략)[3]

## 같이 보기
- 어청도